# Monochamus africanus
Monochamus africanus là một loài bọ cánh cứng trong họ Cerambycidae.